# Église San Sebastiano al Palatino
Pour les articles homonymes, voir Basilique Saint Sébastien.
L'église San Sebastiano al Palatino (en français : Saint-Sébastien du Palatin) est une église située sur le Palatin.

## Histoire
Elle se situe sur la terrasse nord-est du Palatin qui domine les emplacements du Colisée et du temple de Vénus et de Rome. Elle est construite sur l'emplacement du temple construit sous Héliogabale pour contenir les objets sacrés de la religion antique romaine, dont le palladium, nom qui est resté attaché à ce lieu. C'est pourquoi cette église est aussi connue sous l’appellation de Santa Maria in Pallada.
Selon la légende, elle fut érigée au Xe siècle sur le lieu du martyre de Sébastien. L'église actuelle est une reconstruction datant de 1624, sous le pape Urbain VIII.
En 2016, l'église a été confiée aux sœurs des Fraternités monastiques de Jérusalem.

## Galerie

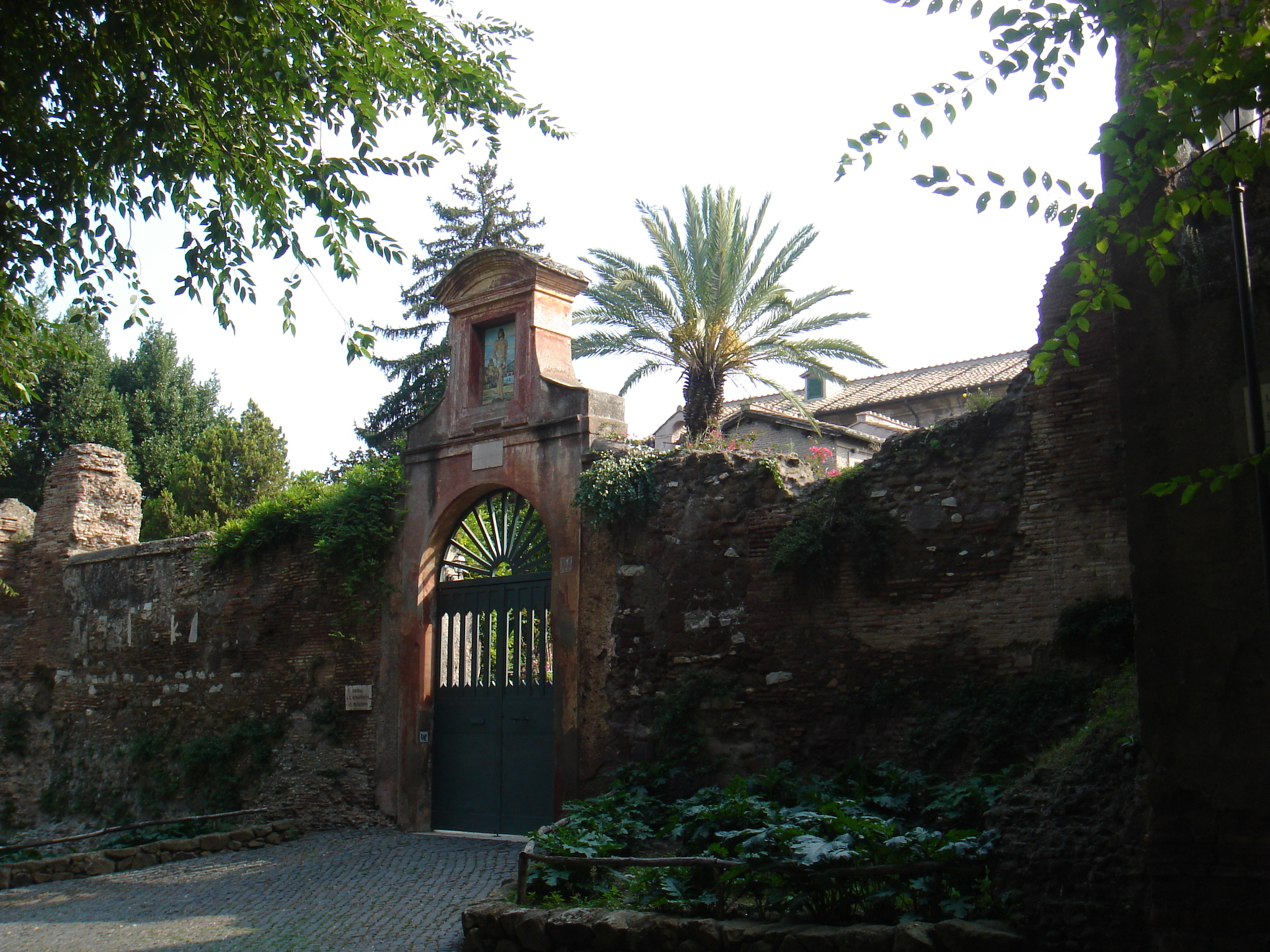
Entrée
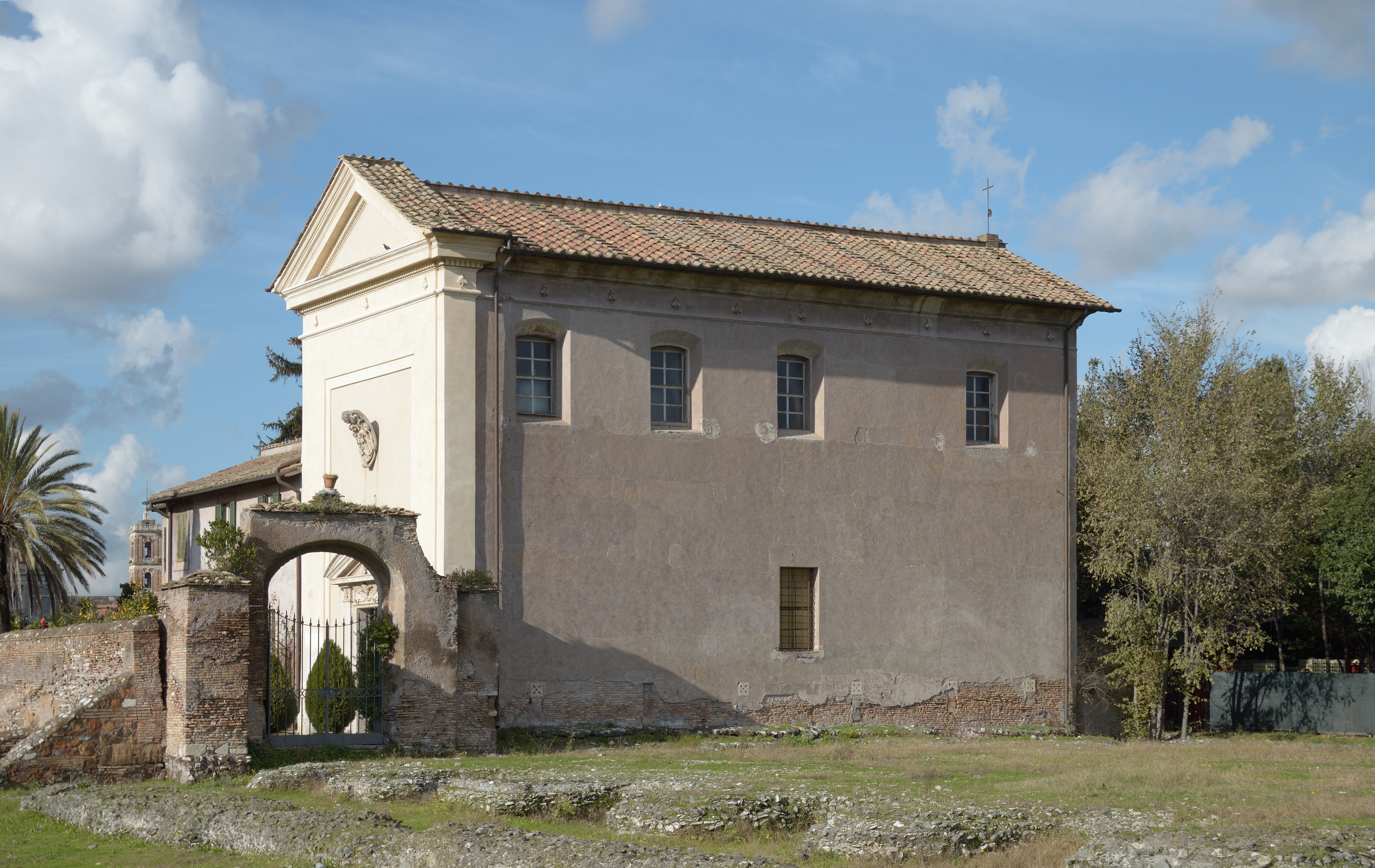
Vue de l'édifice
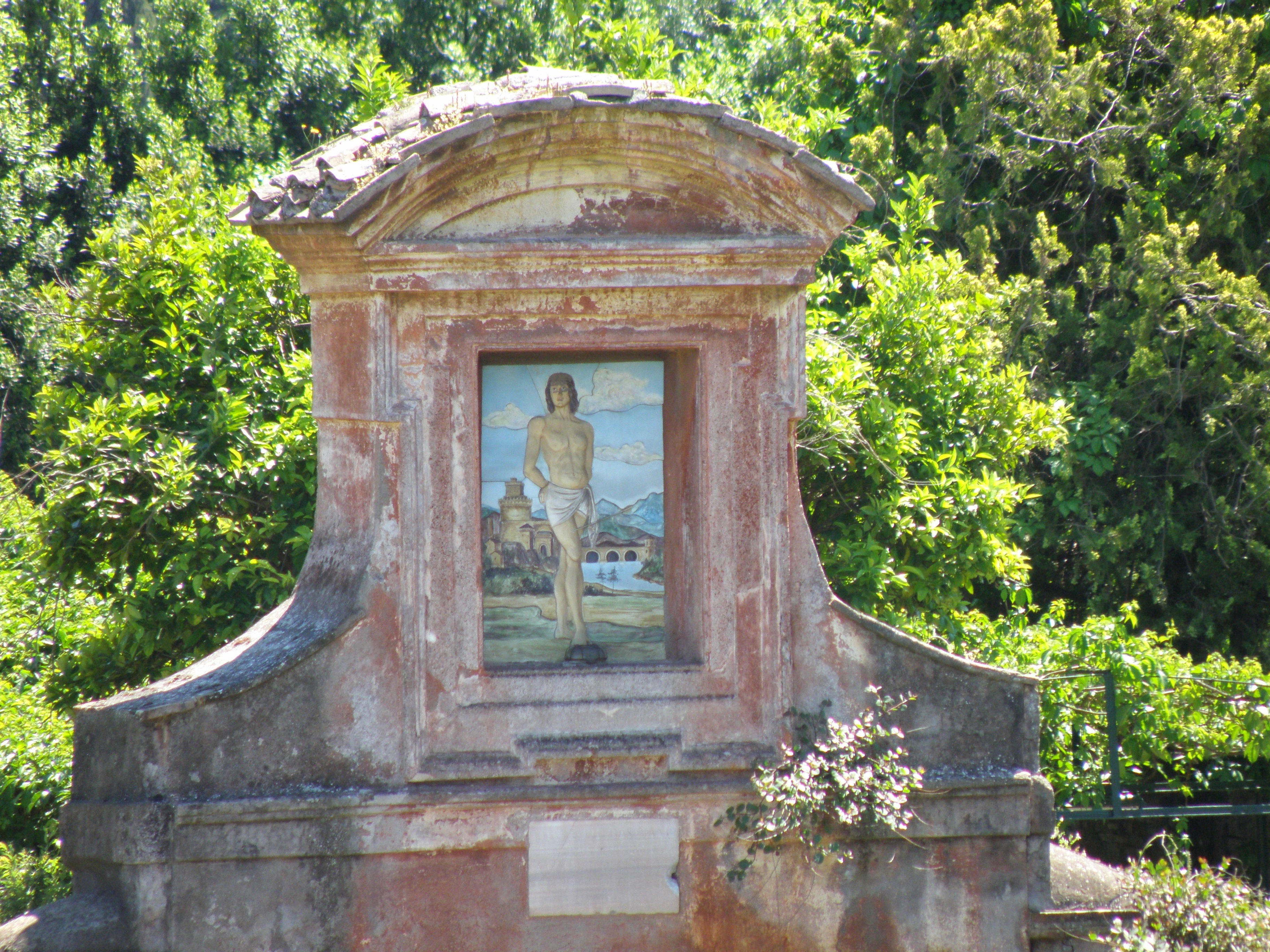
Elément du portail
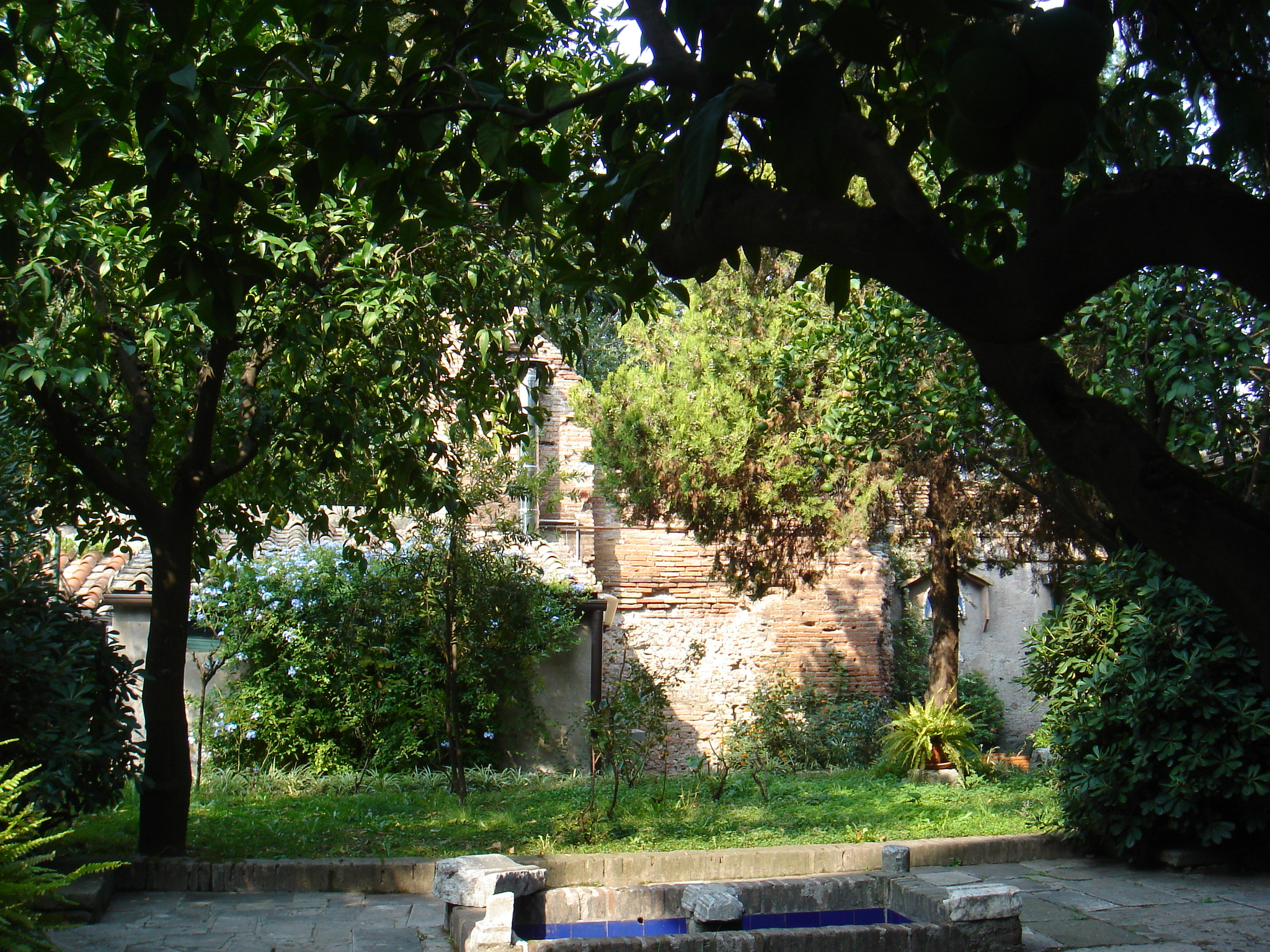
Le jardin
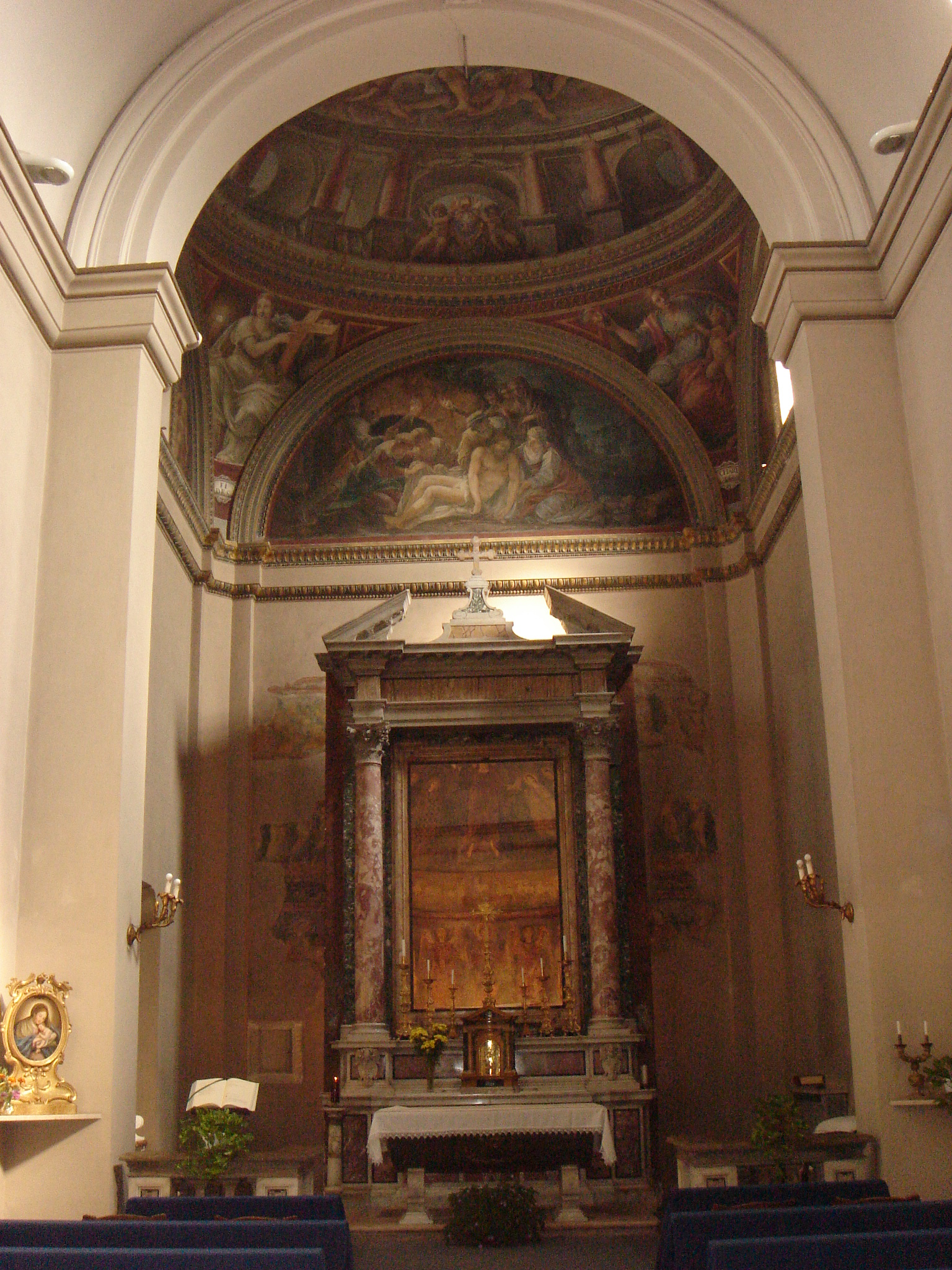
Intérieur
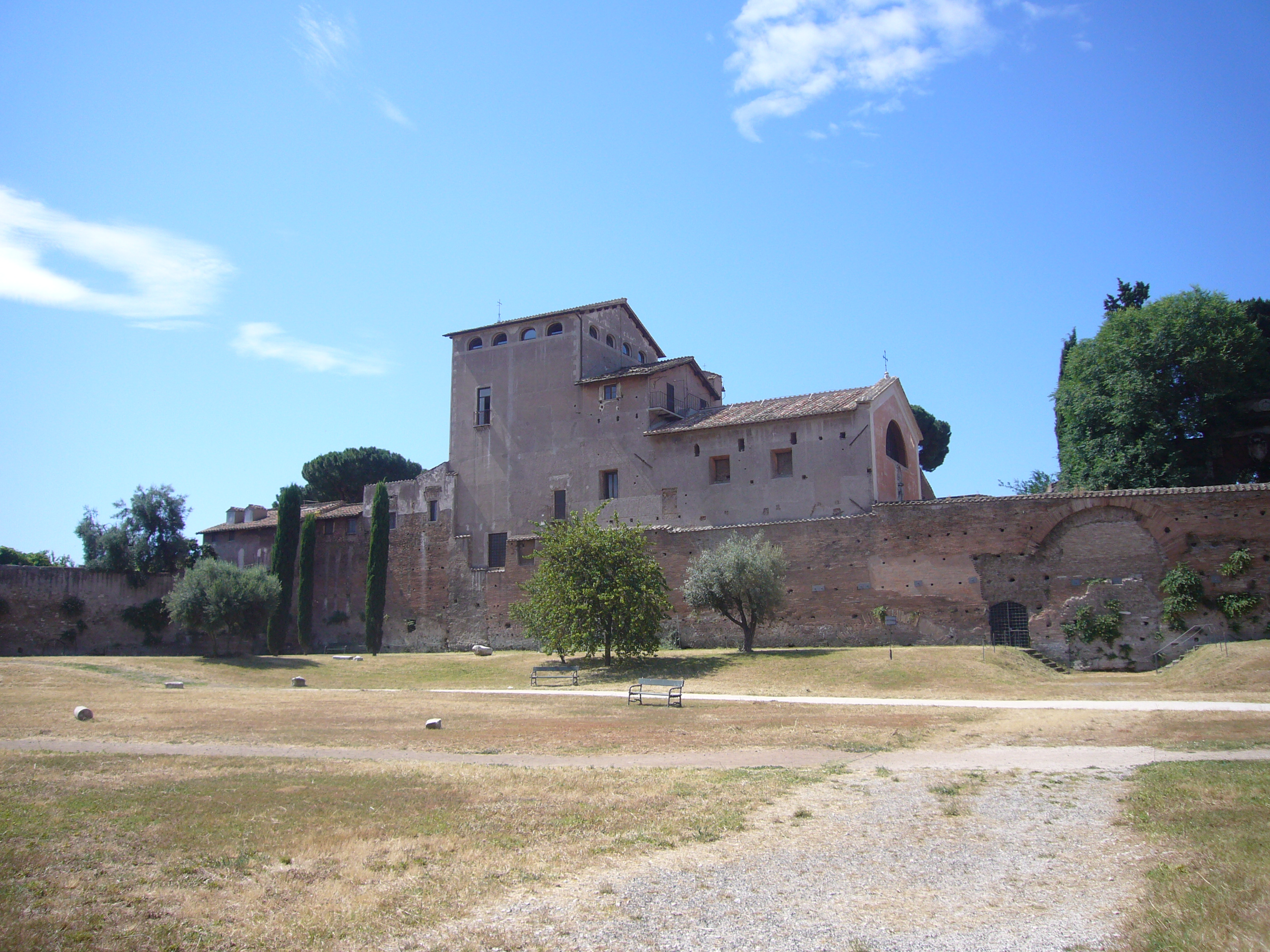
Panorama